# Andrej Perne
Andrej Perne, slovenski pesnik, * 17. november 1844, Tržič, † 19. januar 1914, Ajdovščina-Šturje.
Perne je ljudsko šolo, nižjo gimnazijo in učiteljišče dokončal v Ljubljani. Po končanem šolanju je nekaj let poučeval na Waldherrjevem zavodu v Ljubljani. Po državnem izpitu 1876 je bil učitelj na Colu in v Vipavi, od 1886 pa nadučitelj v Šturjah (Šturje so bile samostojna vas, sedaj mestni predel Ajdovščine). Ukvarjal se je z glasbo in pesnikovanjem. Pesmi je objavljal v raznik listih, nekaj pa jih je bilo natisnjenih tudi v šolskih berilih natisnjenih pred vojno. Nekatere njegove pesmi je uglasbil A. Nedvĕd in objavil v Slavčku. Pernetovo je tudi besedilo Nedvĕdove slovenske maše za moški zbor »K tebi srca povzdignimo«. Pod nekatera dela se je Perne podpisal s psevdonimom Hrabroslav.
Njegova verjetno najbolj znana pesem Kovač spada že med ponarodele.
Poslušam kovača,

ki klad'vo obrača,

ko tolče, se krega,

da daleč se zlega:

bunkati, bunkati,

noč in pa dan.